# Riot Act
Riot Act är det sjunde studioalbumet av alternativ rock bandet Pearl Jam. Albumet gavs ut den 12 november 2002.

## Låtlista
Sida ett
1. "Can't Keep" - 3:41
2. "Save You" - 3:52
3. "Love Boat Captain" - 4:39

Sida två
1. "Cropduster" - 3:54
2. "Ghost" - 3:17
3. "I Am Mine" - 3:38
4. "Thumbing My Way" - 4:13

Sida tre
1. "You Are" - 4:33
2. "Get Right" - 2:41
3. "Green Disease" - 2:43
4. "Help Help" - 3:37

Sida fyra
1. "Bushleaguer" - 4:00
2. "1/2 Full" - 4:13
3. "Arc" - 1:08
4. "All or None" - 4:47